# Montcuit
Montcuit är en kommun i departementet Manche i regionen Normandie i norra Frankrike. Kommunen ligger i kantonen Saint-Sauveur-Lendelin som tillhör arrondissementet Coutances. År 2022 hade Montcuit 185 invånare.

## Befolkningsutveckling
Antalet invånare i kommunen Montcuit
| Referens: INSEE |